# Innenministerium (Namibia)
Das Ministerium für Innere Angelegenheiten, Einwanderung und Sicherheit (MHAISS; englisch Ministry of Home Affairs, Immigration, Safety & Security) ist das Innen- und Sicherheitsministerium von Namibia. Es wurde 2020 mit dem Sicherheitsministerium zusammengeschlossen.
Es wurde von dem 4. Dezember 2012 bis 1. Februar 2018 von Ministerin Pendukeni Iivula-Ithana geleitet, ehe am 8. Februar 2018 Frans Kapofi das Amt übernahm. Seit April 2021 ist Albert Kawana Innenminister.
Von 1990 bis 2005 war es unter dem Namen „Ministerium für Innere Angelegenheiten“ (Ministry of Home Affairs) bekannt. 1995 wurde das Ministerium für 6 Monate in den Geschäftsbereich des Staatspräsidenten, damals Sam Nujoma, eingegliedert.
Neben dem Hauptbüro des Ministeriums in Windhoek gibt es Regionalbüros die einige Aufgabe und Kundendienste (unter anderem Beantragung von Personalausweisen) vornehmen. Diese befinden sich in den jeweiligen Hauptstädten der 13 Regionen.

## Aufgaben
Die Aufgaben des Ministeriums umfassen alle hoheitlichen Tätigkeiten im Bereich der Bevölkerungsversorgung und Einwanderungsüberwachung. Hierzu zählt zum Beispiel das Ausstellen von amtlichen Papieren wie Geburtsurkunden, Reisepässen sowie die Erteilung von Einwanderungserlaubnissen wie zum Beispiel Visa und Daueraufenthaltsgenehmigungen sowie die Einbürgerung.

### Einwanderung und Bevölkerungsdienstleistungen
Das Direktorat ist das größte des Ministeriums und ist weiterhin in die Abteilungen „Einwanderung und Grenzkontrollen“ (Immigration and Border Control), „Ausländerkontrolle, Einbürgerung und Reisepass“ (Alliens Control, Citizenship and Passport) sowie „Bevölkerungsdienstleistungen“ (Population Services) untergliedert.

### Flüchtlingsverwaltung
Das Direktorat „Flüchtlingsverwaltung“ befasst sich mit Flüchtlingen und Asylbewerbern.